# Азербайджанский музей геологии
Азербайджанский музей геологии (азерб. Azərbaycan Geologiya Muzeyi) — музей, расположенный в столичном городе Азербайджана. В музее представлены экспонаты горных пород, руды, минералов и кристаллов недр Азербайджана. Музей действует при Министерстве экологии и природных ресурсов. Директором музея является Халид Мирзабеков.

## История
Музей был основан в 1982 году по решению Совета Министров Азербайджанской ССР  от 19 апреля 1982 года на основе Управления геологии Азербайджана, который был основан в 1969 году.
21 мая 2008 года президент Азербайджанской Республики Ильхам Алиев подписал распоряжение о выделении одного миллиона манатов из Резервного фонда президента для улучшения деятельности Министерства природных ресурсов и Министерства экологии. В рамках данного распоряжения  музей подвергся обширному ремонту и реконструкции, а структура музея была модернизирована до современных требований. Площадь музея увеличена до 630 квадратных метров. 25 декабря 2010 года состоялась церемония открытия музея после капитального ремонта.

## Экспозиция
В выставочном зале музея представлены более 5000 образцов, привезенные из различных регионов мира: рудные и нерудные отделочные и облицовочные камни, строительные материалы, минерал, природный камень, ископаемые свидетельства, геологические карты различного содержания и другие экспонаты. Музей создаёт условия знакомства с природными ресурсами Азербайджана, как для местного населения, так и для иностранных представителей. Музей является частью региональной геологии, минеральных ресурсов (рудные полезные ископаемые, нерудные полезные ископаемые), петрографии, минералогии и пентиологии.
В 2016-2017 годах  в фонд Музея геологии Азербайджана было передано в общем количестве 15 экспонатов, среди которых были  кварцевые минералы и декоративные камни. Данные экспонаты были обнаружены в Дашкесанском и Хызинском районах, а также на Малом Кавказе и северо-востоке Большого Кавказа. Один из образцов – кварцевый минерал – был найден в Загатальском районе.
В феврале 2018 года в фонд Музея геологии Азербайджана был передан образец – минерал с вкраплениями галенита, сфалерита и кварца, который был найден в Гядебакском селе Союгбулаг и по предположениям относится к среднеюрскому периоду Мезозойской эры. Кроме этого, за первое полугодие года в музей были переданы еще 2 экспоната.